# 伏見三寳稲荷神社
伏見三寳稲荷神社（ふしみさんぽういなりじんじゃ）とは東京都港区芝三丁目の稲荷神社。祭神は稲荷大明神。
赤羽橋南交差点に面して鎮座する。社殿は一間社流造でコンクリート製。明治初期に、小林七兵衛が近くの三宝稲荷を敷地内へと移した。明治中期になって、京都伏見稲荷より分祠した。何回か移動を繰り返し、現在地は昭和60年から。